# 周陂水
周陂水，位于中华人民共和国广东省北部，是滃江左岸支流，发源于新丰县北部黄磜镇的长塘，向西流经至翁源县哈水村以北、集义村以西处转北流，经周陂镇，至龙仙镇河口村（原属三华镇）汇入滃江。河长38千米，流域面积314平方千米。年均径流量3.1亿立方米。